# Jüchen
Jüchen település Németországban, azon belül Észak-Rajna-Vesztfália tartományban. Lakosainak száma 24 141 fő (2023. december 31.).

## Népesség
A település népességének változása:
| Lakosok száma | 20 281 | 23 261 | 23 337 | 23 611 | 23 940 | 24 141 |
|               | 1975   | 2017   | 2019   | 2021   | 2022   | 2023   |